# 14. ceremonia wręczenia Satelitów
14. ceremonia rozdania nagród Satelitów odbyła się 20 grudnia 2009 roku w InterContinental Hotel w Los Angeles. Nominacje do tej nagrody zostały ogłoszone przez IPA 30 listopada.
Najwięcej nominacji w kategoriach produkcji kinowych otrzymał musical Roba Marshalla Dziewięć. Obraz otrzymał 10 nominacji, ponadto dwie nagrody okolicznościowe. Na drugim miejscu pod względem ilości nominacji znajdował się chiński Trzy królestwa w reżyserii Johna Woo.
Wśród produkcji telewizyjnych szanse na najwięcej nagród miały: serial Glee oraz film telewizyjny Szare ogrody. Glee miał szansę na pięć nagród; jedną otrzymał wcześniej − nagrodę specjalną za występ epizodyczny w serialu aktorki Kristin Chenoweth.

## Laureaci i nominowani
Laureaci nagród wyróżnieni są wytłuszczeniem

### Produkcje kinowe

#### Najlepszy film dramatyczny
- The Hurt Locker. W pułapce wojny
- Jaśniejsza od gwiazd
- Była sobie dziewczyna
- W imieniu armii
- Hej, skarbie
- Ukamienowanie Sorayi M.

#### Najlepszy film komediowy lub musical
- Dziewięć
- Poważny człowiek
- Intrygant
- Julie i Julia
- To skomplikowane
- W chmurach

#### Najlepsza aktorka w filmie dramatycznym
- Shohreh Aghdashloo − Ukamienowanie Sorayi M.
- Emily Blunt − Młoda Wiktoria
- Abbie Cornish − Jaśniejsza od gwiazd
- Penélope Cruz − Przerwane objęcia
- Carey Mulligan − Była sobie dziewczyna
- Catalina Saavedra − Służąca

#### Najlepsza aktorka w filmie komediowym lub musicalu
- Meryl Streep − Julie i Julia
- Sandra Bullock − Narzeczony mimo woli
- Marion Cotillard − Dziewięć
- Zooey Deschanel − 500 dni miłości
- Katherine Heigl − Brzydka prawda

#### Najlepszy aktor w filmie dramatycznym
- Jeremy Renner − The Hurt Locker. W pułapce wojny
- Jeff Bridges − Szalone serce
- Hugh Dancy − Adam
- Johnny Depp − Wrogowie publiczni
- Colin Firth − Samotny mężczyzna
- Michael Sheen − Przeklęta liga

#### Najlepszy aktor w filmie komediowym lub musicalu
- Michael Stuhlbarg − Poważny człowiek
- George Clooney − W chmurach
- Bradley Cooper − Kac Vegas
- Matt Damon − Intrygant
- Daniel Day-Lewis − Dziewięć

#### Najlepsza aktorka drugoplanowa
- Mo’Nique − Hej, skarbie
- Emily Blunt − I wszystko lśni
- Penélope Cruz − Dziewięć
- Anna Kendrick − W chmurach
- Mozhan Marnò − Ukamienowanie Sorayi M.

#### Najlepszy aktor drugoplanowy
- Christoph Waltz − Bękarty wojny
- Woody Harrelson − W imieniu armii
- James McAvoy − Ostatnia stacja
- Alfred Molina − Była sobie dziewczyna
- Timothy Spall − Przeklęta liga

#### Najlepszy reżyser
- Kathryn Bigelow − The Hurt Locker. W pułapce wojny
- Neill Blomkamp − Dystrykt 9
- Jane Campion − Jaśniejsza od gwiazd
- Lee Daniels − Hej, skarbie
- Rob Marshall − Dziewięć
- Lone Scherfig − Była sobie dziewczyna

#### Najlepszy scenariusz oryginalny
- Scott Neustadter, Michael H. Weber − 500 dni miłości
- Joel i Ethan Coenowie − Poważny człowiek
- Jane Campion − Jaśniejsza od gwiazd
- Bob Peterson, Pete Docter − Odlot
- Mark Boal − The Hurt Locker. W pułapce wojny

#### Najlepszy scenariusz adaptowany
- Geoffrey Fletcher − Hej, skarbie
- Nick Hornby − Była sobie dziewczyna
- Neill Blomkamp, Terri Tatchell − Dystrykt 9
- Nora Ephron − Julie i Julia
- Jason Reitman, Sheldon Turner − W chmurach

#### Najlepszy film zagraniczny
- Przerwane objęcia i  Służąca
- Biała wstążka
- Trzy królestwa
- Ostatnia zima wojny
- Zabiłem moją matkę

#### Najlepszy film animowany lub produkcja wykorzystującalive action
- Fantastyczny pan Lis
- Gdzie mieszkają dzikie stwory
- Harry Potter i Książę Półkrwi
- Klopsiki i inne zjawiska pogodowe
- Księżniczka i żaba
- Odlot

#### Najlepsza muzyka
- Rolfe Kent − W chmurach
- Carter Burwell, Karen O − Gdzie mieszkają dzikie stwory
- Michael Giacchino − Odlot
- Elliot Goldenthal − Wrogowie publiczni
- Marvin Hamlisch − Intrygant
- Gabriel Yared − Amelia Earhart

#### Najlepsza piosenka
- Ryan Bingham, T Bone Burnett − The Weary Kind z filmu Szalone serce
- Maury Yeston − Cinema Italiano z filmu Dziewięć
- Randy Newman − Almost There z filmu Księżniczka i żaba
- Randy Newman − Down in New Orleans z filmu Księżniczka i żaba
- Terry Gilliam − We are the Children of the World  z filmu Parnassus: Człowiek, który oszukał diabła
- Mary J. Blige − I See in Color z filmu Hej, skarbie

#### Najlepsze zdjęcia
- Dion Beebe − Dziewięć
- Roger Deakins − Poważny człowiek
- Guillermo Navarro, Erich Roland − Będzie głośno
- Robert Richardson − Bękarty wojny
- Lü Yue, Zhang Li − Trzy królestwa
- Dante Spinotti − Wrogowie publiczni

#### Najlepszy montaż
- Chris Innis, Bob Murawski − The Hurt Locker. W pułapce wojny
- David Brenner, Peter S. Elliot − 2012
- Greg Finton − Będzie głośno
- Julian Clarke − Dystrykt 9
- Claire Simpson, Wyatt Smith − Dziewięć
- Angie Lam, Yang Hongyu, Robert A. Ferretti − Trzy królestwa

#### Najlepsza scenografia i dekoracje wnętrz
- Ian Philips, Dan Bishop − Samotny mężczyzna
- Barry Chusid, Elizabeth Wilcox − 2012
- Chris Kennedy − Droga
- Terry Gilliam, Dave Warren, Anastasia Masaro − Parnassus: Człowiek, który oszukał diabła
- Eddy Wong − Trzy królestwa
- Nathan Crowley, Patrick Lumb, William Ladd Skinner − Wrogowie publiczni

#### Najlepsze kostiumy
- Monique Prudhomme − Parnassus: Człowiek, który oszukał diabła
- Consolata Boyle − Chéri
- Colleen Atwood − Dziewięć
- Sandy Powell − Młoda Wiktoria
- Tim Yip − Trzy królestwa

#### Najlepsze efekty specjalne
- Volker Engel, Marc Weigert, Mike Vezina − 2012
- Robert Habros, Charlie Bradbury, Stephen Pepper, Winston Helgason − Dystrykt 9
- Tim Ledbury − Fantastyczny pan Lis
- John Paul Docherty, Richard Bain − Parnassus: Człowiek, który oszukał diabła
- Scott Farrar, Scott Benza, Wayne Billheimer, John Frazier − Transformers: Zemsta upadłych
- Craig Hayes − Trzy królestwa

#### Najlepszy dźwięk
- Paul N.J. Ottosson, Michael Mcgee, Rick Kline, Jeffrey J. Haboush, Michael Keller − 2012
- Joel Dougherty, Chuck Fitzpatrick − Będzie głośno
- Margit Pfeiffer, Jim Greenhorn − Dziewięć
- Cameron Frankley, Mark Ulano, Richard Van Dyke, Ron Bartlett − Terminator: Ocalenie
- Ethan Van der Ryn, Erik Aadahl, Geoffrey Patterson, Gary Summers, Greg P. Russell − Transformers: Zemsta upadłych
- Steve Burgess − Trzy królestwa

#### Najlepszy film dokumentalny
- Every Little Step
- Będzie głośno
- Plaże Agnes
- Zatoka delfinów
- Wrześniowy numer
- Valentino: Ostatni cesarz wielkiej mody

### Produkcje telewizyjne

#### Najlepszy serial dramatyczny
- Breaking Bad, AMC
- In Treatment, HBO
- Mad Men, AMC
- Żona idealna, CBS
- Trzy na jednego, HBO
- Układy, FX

#### Najlepszy serial komediowy
- Glee, Fox
- The Flight of the Conchords, HBO
- Jak poznałem waszą matkę, CBS
- Rockefeller Plaza 30, NBC
- Teoria wielkiego podrywu, CBS
- Trawka, Showtime

#### Najlepszy miniserial
- Mała Dorrit, PBS/BBC
- Wypadek, PBS
- Diamenty, ABC
- Uwięziony, AMC
- Wallander, PBS/BBC

#### Najlepszy film telewizyjny
- Szare ogrody
- Dzieci Ireny Sendlerowej
- Ostatnia partia
- W czasie burzy
- Kochając Leah
- Podróż powrotna

#### Najlepsza aktorka w serialu dramatycznym
- Glenn Close − Układy
- Edie Falco − Siostra Jackie
- Stana Katic − Castle
- Julianna Margulies − Żona idealna
- Elisabeth Moss − Mad Men
- Jill Scott − Kobieca Agencja Detektywistyczna nr 1

#### Najlepszy aktor w serialu dramatycznym
- Bryan Cranston − Breaking Bad
- Bill Paxton − Trzy na jednego
- Gabriel Byrne − In Treatment
- Nathan Fillion − Castle
- Jon Hamm − Mad Men
- Lucian Msamati − Kobieca Agencja Detektywistyczna nr 1

#### Najlepsza aktorka w serialu komediowym
- Lea Michele − Glee
- Julie Bowen − Współczesna rodzina
- Toni Collette − Wszystkie wcielenia Tary
- Brooke Elliott − Jej Szerokość Afrodyta
- Tina Fey − Rockefeller Plaza 30
- Mary-Louise Parker − Trawka

#### Najlepszy aktor w serialu komediowym
- Matthew Morrison − Glee
- Alec Baldwin − Rockefeller Plaza 30
- Jemaine Clement − The Flight of the Conchords
- Stephen Colbert − The Colbert Report
- Danny McBride − Mogło być gorzej
- Jim Parsons − Teoria wielkiego podrywu

#### Najlepsza aktorka w miniserialu lub filmie telewizyjnym
- Drew Barrymore − Szare ogrody
- Lauren Ambrose − Kochając Leah
- Judy Davis − Diamenty
- Jessica Lange − Szare ogrody
- Janet McTeer − W czasie burzy
- Sigourney Weaver − Modlitwy za Bobby’ego

#### Najlepszy aktor w miniserialu lub filmie telewizyjnym
- Brendan Gleeson − W czasie burzy
- Kevin Bacon − Podróż powrotna
- Kenneth Branagh − Wallander
- William Hurt − Ostatnia partia
- Jeremy Irons − Georgia O’Keeffe
- Ian McKellen − Uwięziony

#### Najlepsza aktorka drugoplanowa w serialu, miniserialu lub filmie telewizyjnym
- Jane Lynch − Glee
- Cherry Jones − 24 godziny
- Judy Parfitt − Mała Dorrit
- Anika Noni Rose − Kobieca Agencja Detektywistyczna nr 1
- Chloë Sevigny − Trzy na jednego
- Vanessa Williams − Brzydula Betty

#### Najlepszy aktor drugoplanowy w serialu, miniserialu lub filmie telewizyjnym
- John Lithgow − Dexter
- Chris Colfer − Glee
- Tom Courtenay − Mała Dorrit
- Neil Patrick Harris − Jak poznałem waszą matkę
- John Noble − Fringe
- Harry Dean Stanton − Trzy na jednego

### Nagrody okolicznościowe
- Nagroda Mary Pickford za wkład w przemysł rozrywkowy: Michael York
- Nagroda im. Nikoli Tesli za wkład rozwój techniczny przemysłu filmowego: Roger Deakins
- Nagroda autorów: Roger Corman
- Najlepsza obsada w filmie: Dziewięć
- Najlepsza obsada w serialu: Czysta krew
- Najlepszy gościnny występ: Kristin Chenoweth − Glee
- Nowy talent: Gabourey Sidibe − Hej, skarbie
- 10 najlepszych filmów 2009 roku:
  - 500 dni miłości
  - Poważny człowiek
  - Bękarty wojny
  - Jaśniejsza od gwiazd
  - Była sobie dziewczyna
  - Dziewięć
  - Hej, skarbie
  - The Hurt Locker. W pułapce wojny
  - Ukamienowanie Sorayi M.
  - W chmurach

### Nagrody przemysłu DVD − New Media
- Wydanie: Przeminęło z wiatrem
- Dodatki: Yentl (2-dyskowa wersja reżyserska)
- Dla młodych widzów: Czarnoksiężnik z Oz
- Dokument: Every Little Step
- Klasyka: Północ, północny zachód
- Telewizyjny show: Czysta krew (sezon pierwszy)
- Wydanie Blu-Ray: Star Trek
- Gra sportowa/rytmiczna/muzyczna: Forza Motorsport 3
- Gra akcji/przygodowa: Uncharted 2: Among Thieves
- Gra na komórkę: Mario & Luigi: Bowser’s Inside Story
- Gra logiczna/strategia: Little King’s Story
- Gra RPG: Shin Megami Tensei: Persona 4